# リン・F・レイノルズ
リン・F・レイノルズ（Lynn F. Reynolds, 1891年5月7日 - 1927年2月25日）は、アメリカ合衆国の俳優、映画監督、脚本家、映画プロデューサーである。
日本ではブルーバード映画『沼の少女』、『南方の判事』の監督として知られる。

## 人物・来歴
1891年（明治24年）5月7日、アメリカ合衆国アイオワ州ハーレムに生まれる。
長じて、同州で新聞記者となり、その後、バートン・キング率いるバートン・キング・カンパニーで俳優として映画出演をする。1914年（大正3年）から脚本を書き始め、翌1915年（大正4年）、ユニバーサル・フィルム・マニュファクチュアリング・カンパニー（現在のユニバーサル・ピクチャーズ）に移籍、同年、エラ・ホール主演の映画 Both Sides of Life で監督としてデビューする。1916年（大正5年）に設立された同社の子会社・ブルーバード映画で『沼の少女』や『南方の判事』を監督し、レイノルズの監督作は日本でも多く上映され、その後に設立された松竹蒲田撮影所（1920年設立）の映画作品に多大な影響を与えた。
1921年（大正10年）6月、女優のキャスリーン・オコンナーと結婚する。
1927年（昭和2年）2月25日、カリフォルニア州ロサンゼルスで拳銃自殺により死去した。満35歳没。ロサンゼルス郡サンタモニカ市の墓地「ハリウッド・フォーエヴァー」に眠る。

## おもなフィルモグラフィ

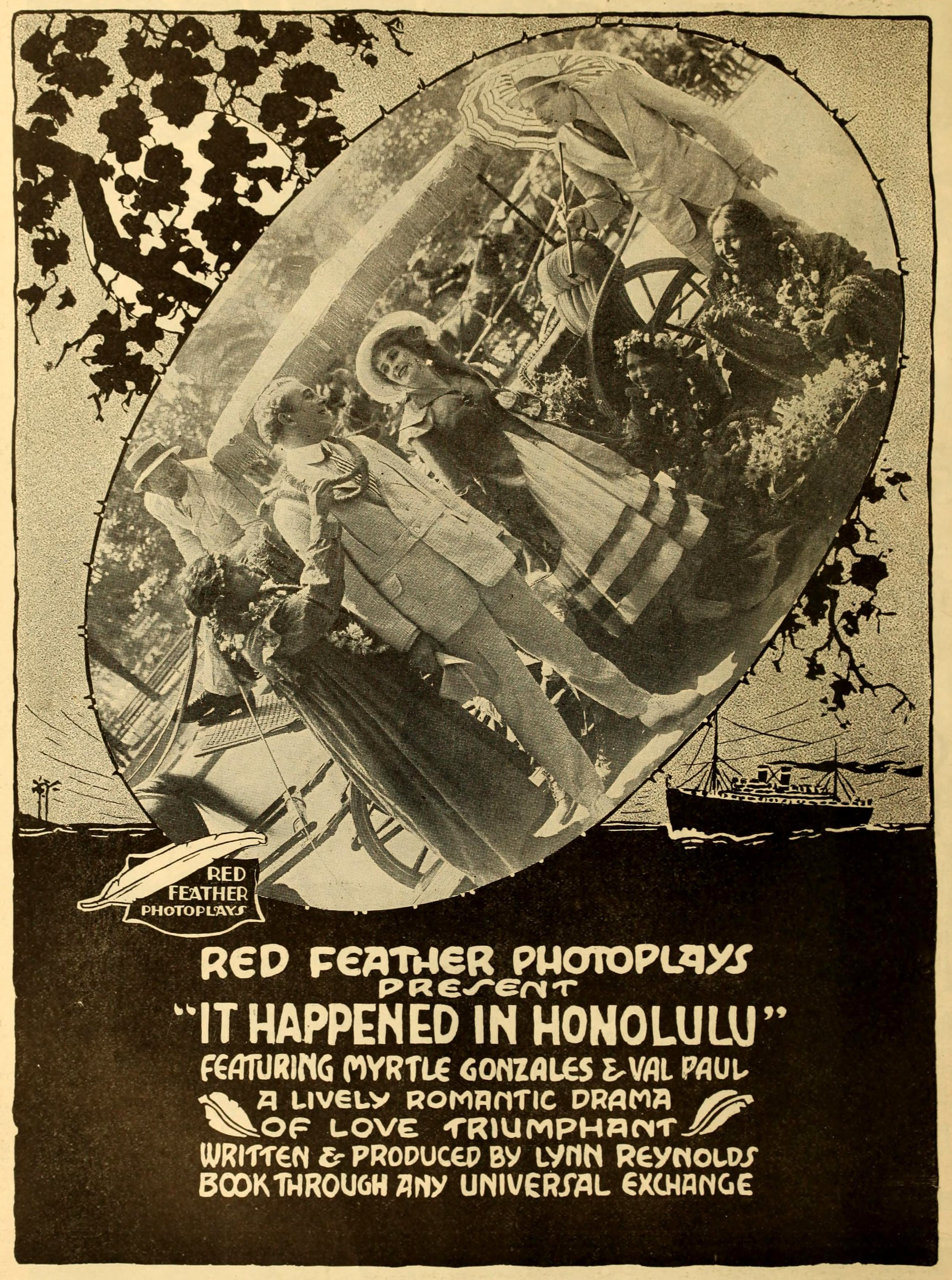
It Happened in Honolulu (1916)

- Both Sides of Life : 1914年 - ロバート・Z・レナードと共同で監督（監督デビュー）[4]
- 『沼の秘密』 The Secret of the Swamp : 主演ジョージ・ハーナンデス、1916年
- 『沼の少女』 The Girl of Lost Lake : 主演マートル・ゴンザレス、1916年
- 『雲間の月』 A Romance of Billy Goat Hill : 1916年 - 監督
- 『虹晴』 The End of the Rainbow : 主演マートル・ゴンザレス、1916年
- 『神の坩堝』 God's Crucible : 主演ジョージ・ハーナンデス、1917年
- 『運命の浪』 Mutiny : 主演マートル・ゴンザレス、1917年
- 『南方の判事』 Southern Justice : 主演マートル・ゴンザレス、1917年 - 製作・監督
- 『大自然』 The Greater Law : 主演マートル・ゴンザレス、1917年
- 『独艇の根拠地』 The Show Down : 主演マートル・ゴンザレス、1917年
- Mr. Opp : 主演アーサー・ホイト、1917年
- 『錦繍の楔』 Fast Company : 主演フランクリン・ファーナム、1918年
- 『西部魂』 Western Blood : 1918年 - 監督・脚本
- 『米人ローガン氏』 Mr. Logan, U.S.A. : 1918年 - 監督・原作
- 『名声と財産』 Fame and Fortune : 1918年 - 監督
- 『冒険嬢さん』 Miss Adventure : 1919年 - 監督・脚本
- 『富豪の弟』 The Little Brother of the Rich : 1919年 - 監督・脚本
- 『野獣征服者』 The Brute Breaker : 1919年 - 監督・脚本
- 『縁の旅』 Overland Red : 1920年 - 監督
- 『銀の十字架』 Bullet Proof : 1920年 - 監督・脚本
- 『国境の強者』 The Red Lane : 1920年 - 監督
- 『高原の熱血児』 The Texan : 1920年 - 監督
- 『大魔速王』 The Road Demon : 1921年 - 監督
- 『旭日昇天』 Big Town Round-Up : 1921年 - 監督
- 『天空万里』 Sky High : 1922年 - 監督・原作
- 『猪突猛進』 For Big Stakes : 1922年 - 監督
- 『天晴トニー』 Just Tony : 1922年 - 監督・脚色
- 『天下のミツクス』 Tom Mix in Arabia : 1922年 - 監督
- 『我れ一度怒れば』 Brass Commandments : 1923年 - 監督
- 『天下無敵』 The Last of the Duanes : 1924年 - 監督
- 『天地震憾』 Riders of the Purple Sage : 1925年 - 監督
- 『豪気堂々』 The Rainbow Trail : 1925年 - 監督
- 『雷鳴轟く』 Durand of the Bad Lands : 1925年 - 監督
- 『木つ葉野郎』 Chip of the Flying U : 1926年 - 監督・脚本
- 『戦火』 The Combat : 1926年 - 監督
- 『鞍上の快傑』 The Man in the Saddle : 1926年 - 監督
- 『命の安売』 The Texas Streak : 1926年 - 監督・脚色・原作
- 『無敵ギブソン』 The Buckaroo Kid : 1926年 - 監督・脚本
- 『嵐の虜』 Prisoners of the Storm : 1926年 - 監督
- 『沈黙の騎手』 Silent Rider : 1927年 - 監督
- 『ギブソン大手柄』 Hey! Hey! Cowboy : 1927年 - 監督・脚本（遺作）

## 関連事項
- バートン・キング （en:Burton L. King）
- キャスリーン・オコンナー [5]
- エラ・ホール （Ella Hall）

## 註
1. 1 2 3 4 5 6  Lynn Reynolds, Internet Movie Database, 2010年4月7日閲覧。
2. 1 2  『日本映画発達史 I 活動写真時代』 、田中純一郎、中公文庫、1975年12月10日 ISBN 4122002850, p.257-261.
3. ↑  Lynn Reynolds, Find A Grave, 2010年4月7日閲覧。
4. ↑  Both Sides of Life - IMDb（英語）, 2010年4月7日閲覧。
5. ↑  キャスリーン・オコンナー、キネマ旬報映画データベース、2010年4月7日閲覧。